# Auguste Silice
Auguste Léopold Silice, né le 11 février 1880 à Nancy et, mort le 17 décembre 1951 à Phnom Penh au Cambodge, est un peintre et décorateur français.

## Biographie
Initié à l'art par son oncle Léopold Xavier, en fin des années 1890 il part pour étudier à Paris à l’École Guérin, dans les cours de composition décorative d’Eugène Grasset.
Il participe à l'Exposition universelle de 1900 avec un important travail de décoration. Une rencontre fortuite avec Émile Gallé l'amène à rentrer comme ouvrier d’art dans les ateliers Gallé à Nancy. Là il découvre les arts extrême-orientaux.
Il remporte en 1913 un concours pour orner le livre de Jules Boissière, « Fumeurs d'opium (recueil de nouvelles) ». Avec la bourse ainsi obtenue il séjourne pour un an au Tonkin.
Après la guerre, en 1919 il part pour le Cambodge où il est embauché pour ses compétences et connaissances de l’art de l’Extrême-Orient afin d'organiser le musée du Cambodge (celui-ci, alors en pleine construction, prendra le nom de musée Albert-Sarraut quand il sera inauguré dans sa configuration finale par le roi Sisowath, en 1920). 
Un an après, une « École des arts » prônant un « art cambodgien intégral, sans aucune influence européenne » est adossé au musée.
Fort convaincu par ce précepte, Auguste y prend la direction.
 
Entre 1923 et 1934 une correspondance entre Auguste et Victor Prouvé témoigne de leur amitié.
 
Il oriente ses cours en suivant sa volonté de retrouver des techniques anciennes disparues sur les procédés de laque, de fonte ou d’émail. Dans les années 1920, il est commandité pour des travaux de décoration des édifices publics et privés en Cambodge.
 
Pour l'Exposition coloniale de Marseille en 1922, il y ramène des peintures décoratives. De son retour, il commence les préparatifs pour l'Exposition internationale des Arts décoratifs et industriels modernes de 1925, où il présente le travail de ses élèves cambodgiens (sculptures et tissages).
 
Avec son ami George Groslier il publié en 1924 le livre La céramique dans l'ancien Cambodge : Essai d'inventaire général. 
 
Pendant son congé obligatoire, en début 1927 et à l'invitation de Victor Prouvé, il passe à Nancy à l’École des beaux-arts, où il donne des conférences sur l’art Khmer illustrées par de projections lumineuses.
En 1928 il est nommé peintre de la Marine.
Pour l'Exposition coloniale internationale (1931) il est chargé de tous les dioramas du Cambodge.
L’École des arts qui dirige garnit une galerie de dix-huit mètres sur cinq dans le palais du gouvernement général.
Par ailleurs, Auguste veille sur les troupes de danseuses et leurs costumes (entretien et restauration).
En juin 1935, il remplace officiellement George Groslier pour le poste de directeur des Arts cambodgiens et de conservateur du musée Albert-Sarraut à Phnom Penh.
Sa carrière dans le domaine de l'art va ultérieurement bifurquer. Ainsi, en 1946 il sera nommé directeur de la Banque de crédit agricole de la province de Thudaumot profession qu'il ne pourra pas exercer longtemps étant la situation conflictuelle du pays. En mars 1948 il se marie avec une cambodgienne.